# Baqiao
Baqiao (chinesisch 灞桥区, Pinyin Bàqiáo Qū) ist ein Stadtbezirk der Unterprovinzstadt Xi’an in der chinesischen Provinz Shaanxi. Er hat eine Fläche von 325,7 km² und zählt 1.020.000 Einwohner (Stand: Zensus 2020). Sein Name (wörtlich: „Ba-Brücke“) rührt vom Fluss namens Ba He 灞河 her.
Im Stadtbezirk befindet sich die jungsteinzeitliche Banpo-Siedlung, die seit 1961 auf der Liste der Denkmäler der Volksrepublik China steht.